# サヨナラ (岡本真夜の曲)
「サヨナラ」は、1997年11月19日に発売された岡本真夜の6作目のシングル。発売元は徳間ジャパンコミュニケーションズ。

## 概要
表題曲「サヨナラ」はマイナー調のアップ・テンポなナンバー。岡本によると、歌詞は実体験を元に書いたものだったため、思い入れがとても強い曲だという。1996年11月に発表されたシングル「Alone」の時と同様に、こういった切ない感じのシングル曲には女性ファンからの反響が大きく、「サヨナラ」に関しては仕事を頑張っている人から手紙をもらうことが多く、「夢を叶えるために恋人と別れてしまった」などの話をよく聞いたと回顧している。
カップリング曲「星空の散歩道」は、TBS系情報番組「情報!もぎたてサラダ」のテーマソングとして使用された。この曲は、1998年12月に発売された冬をテーマとした企画アルバム『Crystal Scenery』の中で、アカペラ・バージョンでセルフカバーされている。

## シングルレコード
2024年11月3日に、″レコードの日 2024 対象商品″ の1作および前年の11月にリリースされた「TOMORROW / そのままの君でいて」に続く7インチ企画の第二弾として「Alone」のシングルレコードが発売されたが、そのB面曲として「サヨナラ」が選曲された。

## 収録曲
全曲 作詞・作曲：岡本真夜、編曲：十川知司
1. サヨナラ（4:51）
2. 星空の散歩道（3:55）
3. サヨナラ〔オリジナル・カラオケ〕（4:51）
4. 星空の散歩道〔オリジナル・カラオケ〕（3:55）

## 収録アルバム
サヨナラ
オリジナル・アルバム『Hello』（1998年4月29日発売）
ベスト・アルバム『RISE 1』（2000年5月31日発売）
オムニバス・アルバム『ウインターソング』（2007年12月5日発売）
星空の散歩道
コンセプト・アルバム『Crystal Scenery』（1998年12月9日発売）セルフカバーバージョン
※シングルバージョンはアルバム未収録